# 沙尔
沙尔（法語：Chars，法語發音：[ʃaʁ] ⓘ）是法国法兰西岛大区瓦兹河谷省的一个市镇，属于蓬图瓦兹区。

## 地理
沙尔（49°9'39"N, 1°56'14"E）面积16.71 平方千米，位于法国法蘭西島大區瓦兹河谷省，该省份为法国北部内陆省份，北起瓦兹省，西接厄尔省，南至塞纳-圣但尼省、上塞纳省和伊夫林省，东临塞纳-马恩省。
与沙尔接壤的市镇（或旧市镇、城区）包括：布孔维莱尔、穆西、拉维勒泰特尔、韦克桑地区勒贝莱、布里尼昂库尔、马里讷、韦克桑地区讷伊、尼库尔。

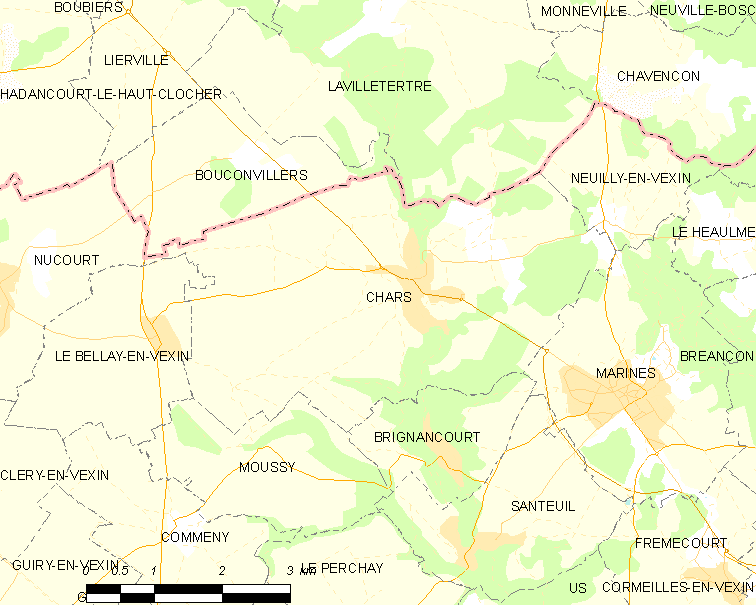
沙尔的OSM定位图

沙尔的时区为UTC+01:00、UTC+02:00（夏令时）。

## 行政
沙尔的邮政编码为95750，INSEE市镇编码为95142。

## 政治
沙尔所属的省级选区为蓬图瓦兹县。

## 人口

1962-2008年间沙尔人口变化图示

沙尔于2022年1月1日时的人口数量为2017人。